# 28 mars 1990

## Naissances
- Romain Métanire, footballeur français
- Joe Bennett, footballeur anglais
- Luca Marrone, footballeur italien
- Tony Cascio, footballeur américain
- Ekaterina Bobrova, patineuse artistique russe
- Michail Antonio, footballeur anglais
- Maja Jakobsen, handballeuse norvégienne
- Tara Hoyos-Martinez, miss univers 2010
- Stina Gardell, nageuse suédoise
- Dimitry Imbongo, footballeur franco-congolais
- Natalia Nemtinova, joueuse de volleyball russe
- Francesca Gentili, joueuse de volleyball italienne
- Dominic Ryan, joueur de rugby à XV irlandais
- Tarah Murrey, joueuse de volley ball américaine
- Philippe Cornet, joueur de hockey sur glace canadien

## Décès
- Gino Cappello (né le 2 juin 1920), joueur de football italien
- Henri Fiszbin (né le 26 juin 1930), homme politique français
- Helene Whitney (née le 4 juillet 1914), actrice américaine

## Autres événements
- fondation du journal Le Jeune Indépendant en Algérie
- Sortie du single Sexy Music du groupe japonais Wink
- Création par arrêté de l'Observatoire des sciences et des techniques
- Publication du roman Les Amies d'Héloïse d'Hélène de Monferrand
- Sortie du film Pacific Palisades
- Sortie français du film Tango et Cash
- Sortie du film Cyrano de Bergerac
- lancement de la chaîne de télévision Studio B en Serbie
- Le basketteur de la NBA, Michael Jordan, a marqué un sommet en carrière de 69 points et 18 rebonds contre les Cleveland Cavaliers.